# Delano Las Vegas
O Delano Las Vegas, antigamente THEhotel at Mandalay Bay, é um hotel luxuoso operado pela MGM Resorts International. É localizado em Paradise, Nevada, na Las Vegas Strip, dentro do complexo Mandalay Bay. Seu restaurante principal é o MiX, localizado no topo do hotel. Foi inaugurado no dia 17 de dezembro de 2003, e possui 1.118 suítes.